# Kinky Friedman
Richard Samet "Kinky" Friedman (Chicago, 31 de octubre de 1944-Medina, Texas; 26 de junio de 2024) fue un cantante, compositor, novelista, humorista, político y columnista estadounidense para la revista Texas Monthly, que se diseñó a sí mismo en el molde de los populares satíricos estadounidenses Will Rogers y Mark Twain.
Friedman fue uno de los dos candidatos independientes en la elección para gobernador de Texas en 2006. Con un 12,6 % de los votos, ocupó el cuarto lugar entre los seis candidatos en competencia.

## Biografía
Richard Samet Friedman nació en Chicago el 31 de octubre de 1944, de padres judíos, el doctor S. Thomas Friedman y su esposa Minnie (Samet) Friedman. Ambos padres eran hijos de inmigrantes judíos rusos. Cuando Friedman era joven, su familia se mudó a Texas Hill Country, donde abrieron un campamento de verano llamado Echo Hill.
Friedman mostró un interés temprano tanto por la música pop como por el ajedrez, y a los siete años fue elegido como uno de los 50 jugadores locales para desafiar al gran maestro estadounidense Samuel Reshevsky a partidas simultáneas en Houston. Reshevsky ganó las 50 partidas, pero Friedman fue, con diferencia, el competidor más joven.
Friedman se graduó de la Escuela Preparatoria Austin en Austin, Texas, en 1962. Continuó sus estudios y obtuvo una Licenciatura en Artes en la Universidad de Texas en Austin en 1966, especializándose en Psicología. Participó en el programa de Honores Plan II y fue miembro de la fraternidad Tau Delta Phi. Durante su primer año, Chinga Chavin le puso a Friedman el apodo de "Kinky" debido a su cabello rizado. 
Friedman sirvió dos años en el Cuerpo de Paz de los Estados Unidos, enseñando en Borneo, Indonesia con John Gross. Durante su servicio en el Cuerpo de Paz, conoció al futuro road manager Dylan Ferrero, con quien trabajó durante el resto de su vida. Friedman vivía en Echo Hill Ranch, el campamento de verano de su familia cerca de Kerrville, Texas. Fundó Utopia Animal Rescue Ranch, también ubicado cerca de Kerrville, cuya misión es cuidar a animales callejeros, maltratados y ancianos; más de 1000 perros han sido salvados de la eutanasia animal.
Falleció el 26 de junio de 2024, en su casa de Echo Hill Ranch, Medina, condado de Bandera, Texas, por complicaciones de la enfermedad de Parkinson. Tenía 79 años.

## Carrera musical
Mientras estudiaba en la Universidad de Texas en Austin, Friedman formó su primera banda, King Arthur & the Carrots. Este grupo, que parodiaba la música surf, lanzó un único sencillo en 1966 titulado "Schwinn 24/Beach Party Boo Boo".
En 1973, Friedman formó su segunda banda, Kinky Friedman and The Texas Jewboys, cuyo nombre muchos interpretaron como un juego de palabras con el nombre de la famosa banda Bob Wills and His Texas Playboys. Fieles al tono satírico de la banda, cada miembro adoptó un nombre cómico: además de Kinky, estaban Little Jewford, Big Nig, Panama Red, Wichita Culpepper, Sky Cap Adams, Rainbow Colours y Snakebite Jacobs. El equipo se completaba con el roadie, Jack Slaughter, y el road manager, Dylan Ferrero. Ellos eran los encargados de la mayor parte de la conducción del "autobús de gira", un Cadillac con matrículas vencidas desde hacía 10 años y una tendencia a averiarse. Sin embargo, según Friedman, su verdadero talento residía en la capacidad de detenerse instantáneamente para recoger el cambio.
El padre de Friedman se opuso al nombre de la banda, considerándolo "negativo, hostil y peculiar", lo que solo le dio a Kinky más motivos para mantenerlo.
Friedman se unió a la ola del country rock que había sido impulsada por artistas como Gram Parsons, The Band y Eagles, y alcanzó inicialmente fama de culto como cantante de country and western. Su gran oportunidad llegó en 1973, cuando el Comandante Cody de Commander Cody and His Lost Planet Airmen lo recomendó a Vanguard Music. Como resultado, Friedman lanzó su álbum "Kinky Friedman" en 1974 bajo el sello ABC Records, y luego realizó una gira con Bob Dylan entre 1975 y 1976, en la segunda etapa de la gira Rolling Thunder Revue. Su repertorio mezclaba comentarios sociales y baladas sensibleras con humor estridente. Su canción "Ride 'Em Jewboy" fue un extenso homenaje a las víctimas del Holocausto.
Otras melodías de Friedman incluyen "The Ballad of Charles Whitman", en la que Friedman satirizó el ataque del francotirador a Charles Whitman desde la torre del edificio principal de la Universidad de Texas en Austin el 1 de agosto de 1966. También versionó "Asshole from El Paso" de Chinga Chavin, una parodia de "Okie from Muskogee" de Merle Haggard.
En febrero de 2007, Sustain Records lanzó una compilación de las canciones de Kinky Friedman cantadas por otros artistas llamada Why the Hell Not... La compilación incluye contribuciones de Dwight Yoakam, Willie Nelson, Lyle Lovett y Kelly Willis.
El 20 de julio de 2007, Friedman organizó el Concierto para salvar Town Lake para honrar la memoria de Lady Bird Johnson y sus esfuerzos por proteger y preservar las orillas de Town Lake en Austin, Texas.
El 27 de abril de 2011, Friedman inició su gira "Springtime for Kinky" (una referencia a "Springtime for Hitler") en Kansas City, Misuri, en el Knuckleheads Saloon. La gira incluyó presentaciones en Arkansas, Oklahoma y Kentucky antes de dirigirse a la Costa Este.Posteriormente, realizó una gira por Australia junto a Van Dyke Parks.

## Carrera de escritor
Después de que su carrera musical se estancara en la década de 1980, Friedman dirigió su creatividad hacia la escritura de novelas de detectives. Al igual que en las letras de sus canciones, sus libros presentan a una versión ficticia de él mismo resolviendo crímenes en la ciudad de Nueva York, mientras reparte chistes, sabiduría, recetas, encanto y whisky Jameson por igual. Sus novelas, escritas en un estilo directo que recuerda a Raymond Chandler, muestran a un Kinky que se ve a sí mismo como un Sherlock Holmes moderno. En sus investigaciones, cuenta con la ayuda de su íntimo amigo cercano Larry Sloman, conocido como Ratso, quien asume el papel del Dr. Watson.
Friedman también fue columnista regular de la revista Texas Monthly desde abril de 2001 hasta marzo de 2005, pero su columna fue suspendida durante su campaña para gobernador de Texas. En 2008 retomó su columna, publicándola con una periodicidad bimestral.

## Carrera política

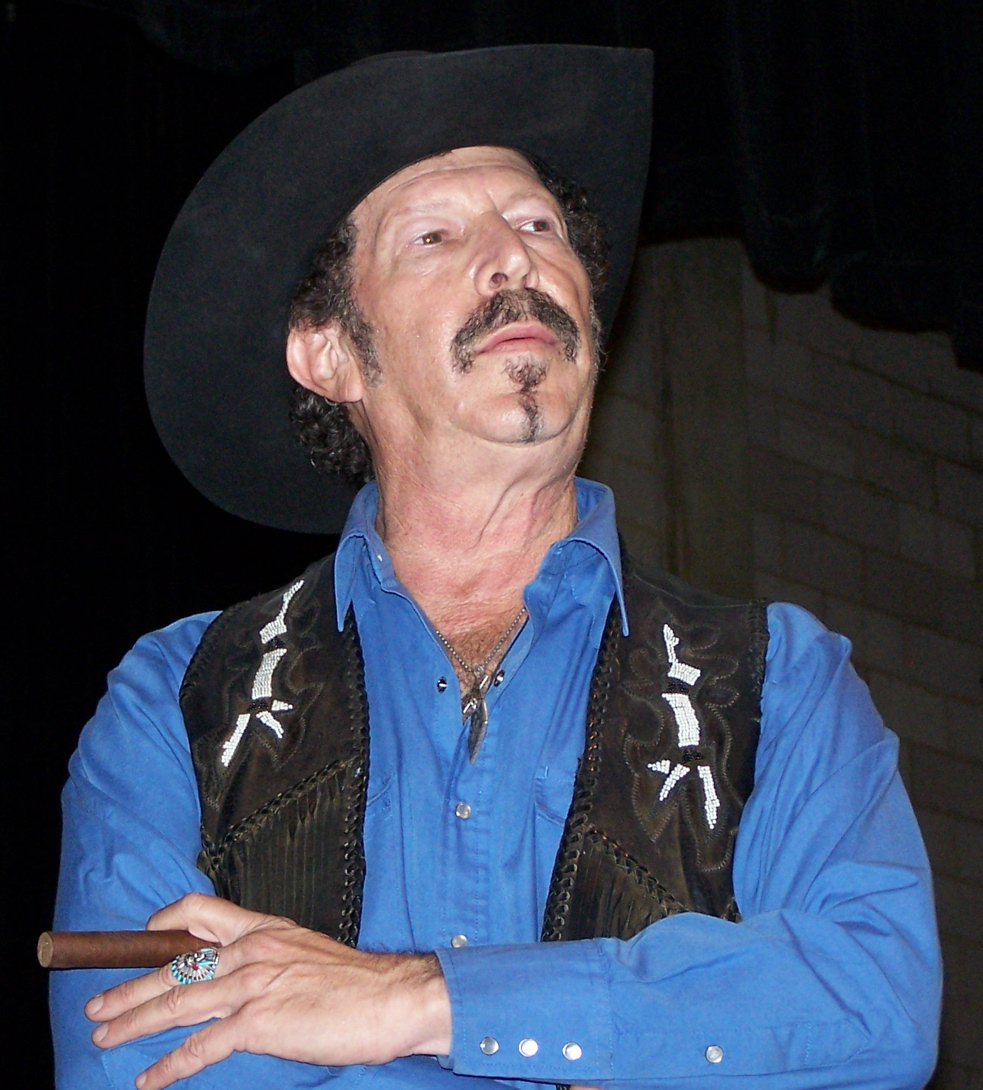
Friedman durante la campaña para gobernador de Texas en 2006.

En 1986, Friedman se postuló para juez de paz en Kerrville, Texas como republicano, pero perdió la elección.
En 2004, Friedman inició una campaña aparentemente seria, aunque colorida, para convertirse en gobernador de Texas en 2006. Uno de sus objetivos declarados es la "deswusificación" de Texas.
Friedman esperaba seguir los pasos de otros artistas convertidos en gobernadores, incluidos Jimmie Davis, Jesse Ventura, Arnold Schwarzenegger y Ronald Reagan. Jesse Ventura incluso hizo campaña con Friedman para su elección. Cuando se publicaron los informes de financiación de la campaña una vez finalizado el segundo trimestre, Friedman había recaudado más fondos que el candidato demócrata, el ex congresista Chris Bell.
El día de la elección, Friedman fue derrotado, recibiendo el 12,6% de los votos en el enfrentamiento entre seis candidatos.
Friedman publicó una declaración el 15 de octubre de 2013, anunciando su intención de postularse nuevamente para comisionado de agricultura de Texas como demócrata. Friedman se postuló previamente para el cargo en 2010, pero perdió en las primarias demócratas.

## Discografía
| Año  | Álbum                                             | Artista                              | Sello             | Posición en listado (EE. UU.) |
| ---- | ------------------------------------------------- | ------------------------------------ | ----------------- | ----------------------------- |
| 1973 | Sold American                                     | Kinky Friedman                       | Vanguard          | —                             |
| 1974 | Kinky Friedman                                    | Kinky Friedman                       | ABC               | 132                           |
| 1976 | Lasso from El Paso                                | Kinky Friedman                       | Epic              | —                             |
| 1977 | Silver Jubilee 1953–1977                          | Echo Hill Ranch                      | Echo Hill Ranch   | —                             |
| 1982 | Live from the Lone Star Cafe                      | Kinky Friedman                       | Bruno-Dean        | —                             |
| 1983 | Under the Double Ego                              | Kinky Friedman                       | Sunrise           | —                             |
| 1992 | Old Testaments & New Revelations                  | Kinky Friedman and the Texas Jewboys | Fruit of the Tune | —                             |
| 1995 | From One Good American to Another                 | Kinky Friedman and the Texas Jewboys | Fruit of the Tune | —                             |
| 1998 | Pearls in the Snow – The Songs of Kinky Friedman  | Kinky Friedman                       | Kinkajou Records  | —                             |
| 2003 | Classic Snatches from Europe                      | Kinky Friedman                       | Sphincter         | —                             |
| 2005 | Mayhem Aforethought                               | Kinky Friedman and the Texas Jewboys | Sphincter         | —                             |
| 2005 | They Ain't Making Jews Like Jesus Anymore         | Kinky Friedman                       | Bear Family       | —                             |
| 2006 | The Last of the Jewish Cowboys: The Best Of       | Kinky Friedman                       | Shout! Factory    | —                             |
| 2007 | Live from Austin, Texas                           | Kinky Friedman                       | New West          | —                             |
| 2013 | Lost and Found: The Famous Living Room Tape, 1970 | Kinky Friedman and the Texas Jewboys | Avenue A          | —                             |
| 2015 | The Loneliest Man I Ever Met                      | Kinky Friedman                       | Avenue A          | —                             |
| 2016 | Resurrected                                       | Kinky Friedman                       | Sin sello         | —                             |
| 2018 | Circus of Life                                    | Kinky Friedman                       | Echo Hill         | —                             |

### Sencillos
| Año  | Sencillo                | Posicionamiento en listas | Posicionamiento en listas | Álbum              |
| Año  | Sencillo                | Country EE. UU.           | Country CAN               | Álbum              |
| ---- | ----------------------- | ------------------------- | ------------------------- | ------------------ |
| 1973 | "Sold American"         | 69                        | 92                        | Sold American      |
| 1975 | "Autograph"             | —                         | —                         | Kinky Friedman     |
| 1975 | "Popeye the Sailor Man" | —                         | —                         | Kinky Friedman     |
| 1976 | "Catfish"               | —                         | —                         | Lasso from El Paso |

### Kinky Friedman Mysteries
- Greenwich Killing Time (1986, ISBN 0-688-06409-4)
- A Case Of Lone Star (1987, ISBN 0-517-69427-1)
- When The Cat's Away (1988, ISBN 0-517-07564-4)
- Frequent Flyer (1989, ISBN 0-688-08166-5)
- Musical Chairs (1991, ISBN 0-688-09148-2)
- Elvis, Jesus and Coca-Cola (1993, ISBN 0-671-86922-1)
- Armadillos and Old Lace (1994, ISBN 0-671-86923-X)
- God Bless John Wayne (1995, ISBN 0-684-81051-4)
- The Love Song of J. Edgar Hoover (1996, ISBN 0-684-80377-1)
- Roadkill (1997, ISBN 0-684-80378-X)
- Blast From The Past (1998, ISBN 0-684-80379-8)
- Spanking Watson (1999, ISBN 0-684-85061-3)
- The Mile High Club (2000, ISBN 0-684-86486-X)
- Steppin' On A Rainbow (2001, ISBN 0-684-86487-8)
- Meanwhile, Back at the Ranch (2002, ISBN 0-684-86488-6)
- Curse of the Missing Puppet Head (2003, ISBN 0-9702383-6-3)
- The Prisoner of Vandam Street (2004, ISBN 0-7432-4602-0)
- Ten Little New Yorkers (2005, ISBN 0-7432-4603-9)

### Otras novelas
- Kill Two Birds and Get Stoned (2003, ISBN 0-06-620979-X)
- The Christmas Pig: A Fable (2006, ISBN 1-4165-3498-9)

### No ficción y humor
- Kinky Friedman's Guide to Texas Etiquette: Or How To Get To Heaven Or Hell Without Going Through Dallas-Fort Worth (2002, ISBN 0-06-093535-9)
- Scuse Me While I Whip This Out: Reflections On Country Singers, Presidents, And Other Troublemakers (2004, ISBN 0-06-053975-5)
- The Great Psychedelic Armadillo Picnic: A "Walk" In Austin (2004, ISBN 1-4000-5070-7)
- Texas Hold 'Em: How I Was Born In A Manger, Died In The Saddle, And Came Back As A Horny Toad (2005, ISBN 0-312-33155-X), finalista para el Premio Thurber[24]
- Cowboy Logic : The Wit And Wisdom Of Kinky Friedman (And Some Of His Friends) (2006, ISBN 978-0-312-33157-3)
- You Can Lead A Politician To Water, But You Can't Make Him Think: Ten Commandments For Texas Politics (2007, ISBN 978-1-4165-4760-0)
- What Would Kinky Do? How to Unscrew a Screwed Up World (2008, ISBN 978-0-312-33159-7)